# Apollonio di Atene
Apollonio di Atene (Atene, I secolo a.C. – I secolo a.C.) è stato uno scultore greco antico.
Figlio di un Nestore, è noto come l'autore del Torso del Belvedere, che reca la sua firma. Un riesame del Pugile delle Terme, effettuato da Margherita Guarducci, ha escluso la presenza della firma di Apollonio su quest'opera, segnalata negli anni venti del XX secolo da Rhys Carpenter, benché ancora si consideri possibile un'assimilazione dell'opera allo stesso autore, su base stilistica. Fonti letterarie gli attribuiscono un Giove crisoelefantino per il tempio di Giove Capitolino, ricostruito nel 69 a.C.